# Jérôme-Joseph de Momigny
Jérôme-Joseph de Momigny, belgijski skladatelj in glasbeni teoretik, * 20. januar 1762, Philippeville, Belgija, † 25. avgust 1842, azil Charenton, danes Saint-Maurice, Francija.
Momigny je komponiral glasbo in pisal knjige, ki jih je objavljal sam. Bil je tudi vešč poezije in leposlovnega ustvarjanja. Njegove teorije o ritmu in glasbenem fraziranju so bile pred časom. Leta 1806 je izdal svoje najbolj slavno teoretično delo Cours complet d'harmonie et de composition d'après une théorie neuve (v treh zvezkih).